# Sphagnum sparsum
Sphagnum sparsum là một loài rêu trong họ Sphagnaceae. Loài này được Hampe mô tả khoa học đầu tiên năm 1870.